# Viktor Koudelka
Viktor Koudelka (24. července 1889 Vyškov – 27. dubna 1946 Záhřeb) byl český lesnický a chemický technolog a vysokoškolský pedagog dlouhodobě působící v Chorvatsku.

## Životopis
Narodil se ve Vyškově na Moravě. Maturoval na zdejším matičním gymnáziu, po absolvování vysoké školy zemědělské ve Vídni byl promován doktorem zemědělství. V Ietech 1913 až 1914 asistent na Akademii pro pivovarnictví a sladovnictví ve Vídni. Během let 1914 až 1918 potom působil jako asistent na vídeňské vysoké škole zemědělské, pak jako docent na Akademii pro pivovarnictví a sladovnictví a nakonec jako předseda Kemijského institutu v Lublani.
Po rozpadu Rakouska-Uherska byl pozván do chorvatského Záhřebu v tehdejší Jugoslávii na Lesnickou a ekonomickou fakultu Záhřebské univerzity a byl zde jmenován řádným profesorem pro hospodářský průmysl. Později převzal i docenturu na zdejší vysoké škole technické, na které přednášel organickou technologii v oborech cukrovarnictví, pivovarnictví a lihovarnictví. V letech 1931 až 1931 byl děkanem fakulty. Působil rovněž jako konsulent řady průmyslových závodů těchto typů v Jugoslávii a jako dopisující člen České zemědělské akademie. Rovněž byl autorem odborné literatury.
V Jugoslávii následně prožil zbytek života. Zemřel 27. dubna 1946 v Záhřebu.